# 豪瓦·易卜拉欣
豪瓦·易卜拉欣（英語：Hauwa Ibrahim，1968年1月20日—），尼日利亚人权律师。易卜拉欣是尼日利亚北部的首位女律师，其父是一位传统的穆斯林，而母亲来自一个较开明的家庭。她小时候就为保住自己的教育权而奋斗，由于家境的贫困不得不做一些工作来为学习提供支持。她为多个通奸而被判石刑的妇女提供了无偿辩护，并且多次参与营救被绑架女童的行动。她也为一些因偷牛等原因而被判打断双腿的男童做过辩护。曾出版专著《在伊斯兰教法法庭获得正义的七种策略》。2005年获萨哈罗夫奖。